# Della H. Raney

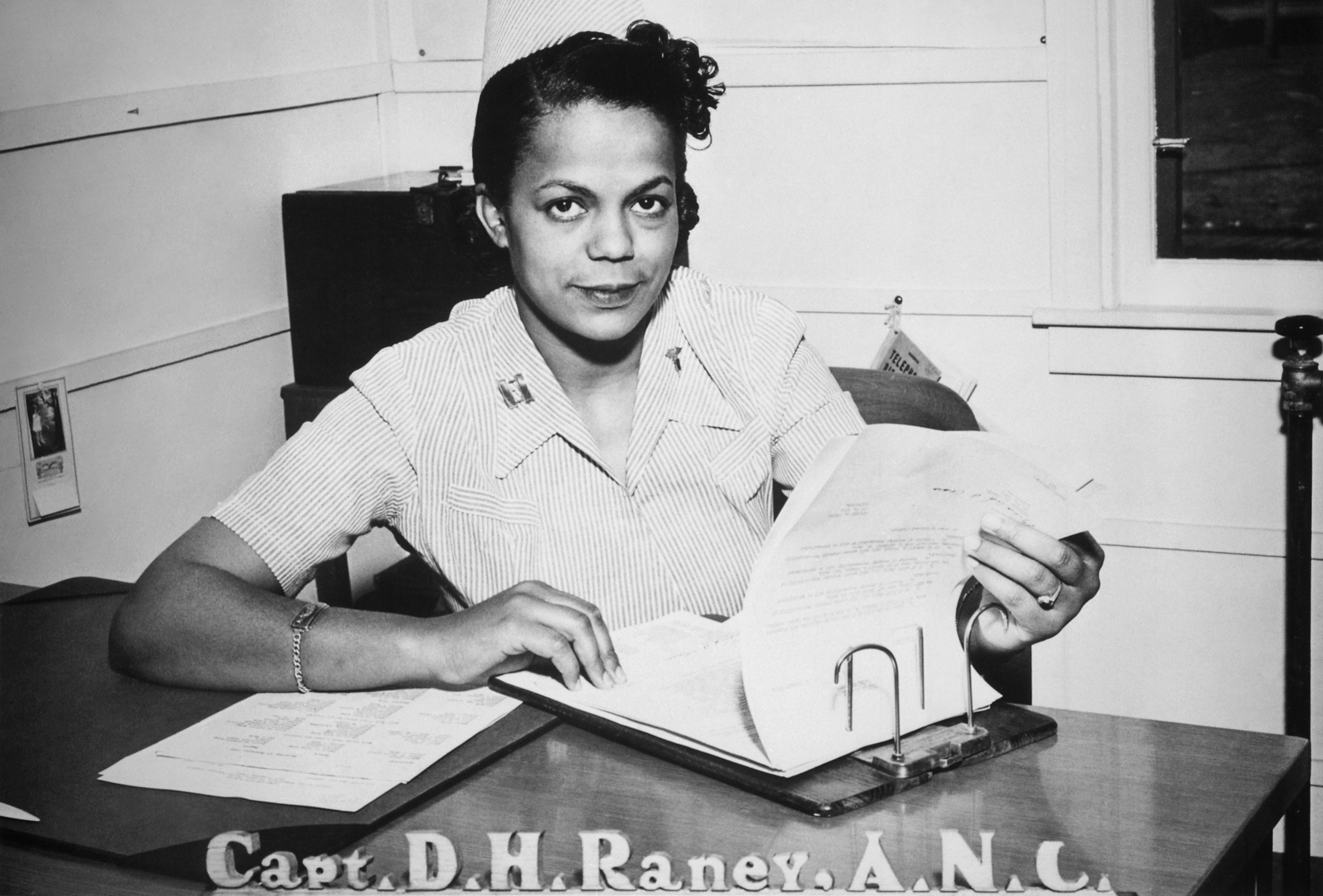
Captain Della H. Raney, Army Nurse Corps.

Della Hayden Raney, auch Maw Raney (* 10. Januar 1912 in Suffolk (Virginia); † 23. November 1987), war eine US-amerikanische Registered Nurse (Krankenschwester). Raney war die erste Afroamerikanerin die im United States Army Nurse Corps zugelassen wurde. Später wurde sie die erste Afroamerikanerin, die zum Captain und Major in der Army befördert wurde. Raney beendete ihren Dienst 1978.

## Biographie
Della H. Raney wurde am 10. 1912 in Suffolk, Virginia als viertes der zwölf Kinder von George H. und Willie V. Raney geboren. Sie graduierte 1937 an der Lincoln Hospital School of Nursing in Durham (North Carolina). Raney arbeitete zunächst als leitende Schwester im Operationssaal am Lincoln Hospital und wechselte anschließend an das K.B. Reynolds Hospital in Winston-Salem.
. Raney wollte sich freiwillig zum Dienst in den Streitkräften melden, wurde jedoch zunächst wegen ihrer Hautfarbe abgelehnt. Daraufhin wurde sie Mitglied im American Red Cross Nursing Service um über diesen Umweg zum Dienst zugelassen zu werden. Im April 1941 zahlte sich ihre Beharrlichkeit aus und Raney wurde als erste Afroamerikanerin im Army Nurse Corps aufgenommen.
Raney, im Rang eines second lieutenant wurde zunächst in Fort Bragg als leitende Pflegekraft eingesetzt. Im Jahr darauf wurde Raney an das Krankenhaus am Tuskegee Army Air Field versetzt. Raney arbeitete dort als Leitende Schwester und wurde 1944 zum Captain befördert. Im selben Jahr wurde sie ins Fort Huachuca versetzt. Zu der Zeit war Raney die einzige schwarze Frau die diesen Rang in den Army Air Forces erreicht hatte. 1946 war sie kurzfristig vom Camp Beale beurlaubt, dort war sie als Leiterin des Pflegedienstes eingesetzt. Im selben Jahr wurde Raney zum Major befördert, wieder als erste Afroamerikanerin in der US Army. In den 1950er Jahren wurde sie am Percy Jones Army Medical Hospital stationiert. Raney diente bis zu ihrer Pensionierung 1978 in der Army.
Raney wurde 1978 für ihren Dienst von den Tuskegee Airmen geehrt, ihre Kameraden nannten sie Maw Raney. Raney starb am 23. November 1987. Die Tuskegee Airmen und die National Black Nurses Association richteten 2012 in ihrem Namen ein Stipendium ein.